# Gjerstad
Gjerstad – norweskie miasto i gmina leżąca w regionie Agder.
Gjerstad jest 263. norweską gminą pod względem powierzchni.

## Demografia
Według danych z roku 2005 gminę zamieszkuje 2500 osób. Gęstość zaludnienia wynosi 7,75 os./km². Pod względem zaludnienia Gjerstad zajmuje 302. miejsce wśród norweskich gmin.
| ludność stan na 1 stycznia 2005 |         |           |       |
|                                 | kobiety | mężczyźni | razem |
| osób                            | 1268    | 1232      | 2500  |
| %                               | 50,72%  | 49,28%    | 100%  |

| wykształcenie stan na 1 października 2004 |            |         |        |          |
|                                           | podstawowe | średnie | wyższe | nieznane |
| osób                                      | 508        | 1225    | 213    | 39       |
| %                                         | 25,59%     | 61,71%  | 10,73% | 1,96%    |

## Edukacja
Według danych z 1 października 2004:
- liczba szkół podstawowych (norw. grunnskolar): 3
- liczba uczniów szkół podst.: 355

## Władze gminy
Według danych na rok 2011 administratorem gminy (norw. rådmann) jest Lars Sæland Lauvhjell, natomiast burmistrzem (norw. ordfører, d. borgermester) jest Rune Hagestrand.